# ボビー・コールマン
ボビー・コールマン（Bobby Coleman,  1997年5月5日 - ）は、アメリカ合衆国の子役、俳優である。

## 来歴
1997年、カリフォルニア州ロサンゼルス生まれ。父親のロバート・M・コールマン、母親のドリス・バーグ・コールマン、そして姉のホリストン・コールマンも役者として活動している。ボビー自身は5歳の時にコマーシャルなどに出演し、子役としてキャリアをスタートさせた。2003年にテレビシリーズ『ドラグネット』でテレビドラマデビューを果たし、それ以来様々なドラマや映画に出演。2007年にジョン・キューザックと共演した『Martian Child』では、自分を火星人だと信じる少年を好演し、高い評価を得た。ちなみにスパイク・ジョーンズ監督のファンタジー映画『かいじゅうたちのいるところ』のマックス役でオーディションも受けているが実現には至らなかった。

## 出演作品

### 映画
- 理想の恋人.com Must Love Dogs (2005)
- セックス・アンド・マネー Friends with Money (2006)
- グラスハウス2 Glass House: The Good Mother (2006) ※テレビ映画
- プリズナー Take (2007)
- Martian Child (2007)
- Family Man (2008) ※テレビ映画
- 恋する履歴書 Post Grad (2009)
- ラスト・ソング The Last Song (2010)
- Snowmen (2010)
- Robosapien: Rebooted (2013)

### テレビドラマ
- ドラグネット Dragnet (2003)
- ミディアム 霊能者アリソン・デュボア Medium (2005)
- 犯罪捜査官ネイビーファイル JAG (2005)
- Surface (2005 - 2006)
- ザ・プロテクター/狙われる証人たち In Plain Sight (2008)
- ナイトライダー Knight Rider (2009)
- プライベート・プラクティス 迷えるオトナたち Private Practice (2010)
- R.L. Stine's The Haunting Hour (2011)

## 参照
1. 1 2  “Bobby Coleman Biography”. 2014年7月8日閲覧。